# Kryg (Klein-Polen)

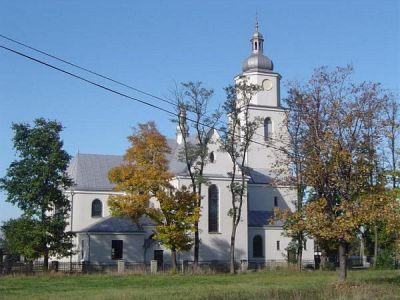
Kerk

Kryg is een dorp in de Poolse woiwodschap Klein-Polen. De plaats maakt deel uit van de gemeente Lipinki en telt 2000 inwoners.